# Dutch Juniors 2015
Das Dutch Juniors 2015 fand als bedeutendstes internationales Nachwuchsturnier der Niederlande im Badminton vom 25. Februar bis zum 1. März 2015 in Haarlem statt.

## Sieger und Platzierte
| Disziplin    | Gold                           | Silber                     | Bronze                                     |
| ------------ | ------------------------------ | -------------------------- | ------------------------------------------ |
| Herreneinzel | Cheam June Wei                 | Max Weißkirchen            | Yoshitaka Ogura                            |
| Herreneinzel | Cheam June Wei                 | Max Weißkirchen            | Satheishtharan Ramachandran                |
| Dameneinzel  | Saena Kawakami                 | Lee Ying Ying              | Choi Ye-jin                                |
| Dameneinzel  | Saena Kawakami                 | Lee Ying Ying              | Nami Matsuyama                             |
| Herrendoppel | Kenya Mitsuhashi Yuta Watanabe | Lee Jun-su Park Kyung-hoon | Bjarne Geiss Daniel Seifert                |
| Herrendoppel | Kenya Mitsuhashi Yuta Watanabe | Lee Jun-su Park Kyung-hoon | Cheam June Wei Satheishtharan Ramachandran |
| Damendoppel  | Nami Matsuyama Chiharu Shida   | Delphine Delrue Anne Tran  | Choi Ye-jin Jang Na-ra                     |
| Damendoppel  | Nami Matsuyama Chiharu Shida   | Delphine Delrue Anne Tran  | Lee Soo-jung Shon Min-hee                  |
| Mixed        | Tan Jinn Hwa Goh Jin Wei       | Goh Sze Fei Lee Ying Ying  | Yuta Watanabe Chiharu Shida                |
| Mixed        | Tan Jinn Hwa Goh Jin Wei       | Goh Sze Fei Lee Ying Ying  | Lim Su-min Kim Hyang-im                    |